# Alpina tenuifasciata
Alpina tenuifasciata är en fjärilsart som beskrevs av Eugen Wehrli 1921. Alpina tenuifasciata ingår i släktet Alpina och familjen mätare. Inga underarter finns listade i Catalogue of Life.